# Кларак (Верхняя Гаронна)
Клара́к (фр. и окс. Clarac) — коммуна во Франции, находится в регионе Юг — Пиренеи. Департамент — Верхняя Гаронна. Входит в состав кантона Монрежо. Округ коммуны — Сен-Годенс.
Код INSEE коммуны — 31147.

## География

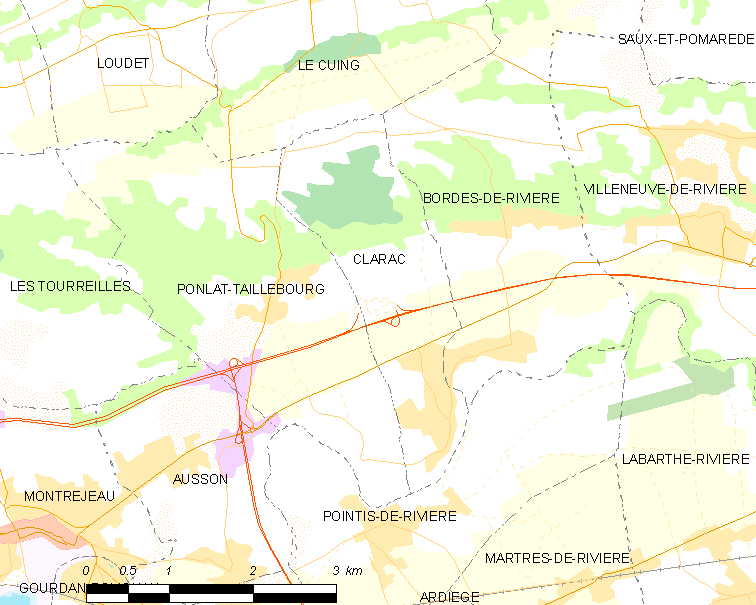
Карта коммуны

Коммуна расположена приблизительно в 660 км к югу от Парижа, в 90 км к юго-западу от Тулузы.
На юге коммуны протекает река Гаронна.

## Климат
Климат умеренно-океанический. Зима мягкая и снежная, весна характеризуется сильными дождями и грозами, лето сухое и жаркое, осень солнечная. Преобладают сильные юго-восточные и северо-западные ветры.

## Население
Население коммуны на 2010 год составляло 558 человек.
| 1962 | 1968 | 1975 | 1982 | 1990 | 1999 | 2010 |
| ---- | ---- | ---- | ---- | ---- | ---- | ---- |
| 137  | 167  | 189  | 255  | 452  | 507  | 558  |

## Администрация
| Период | Период | Фамилия          | Партия | Примечания |
| ------ | ------ | ---------------- | ------ | ---------- |
| 1878   | 1925   | Доминик Манан    |        |            |
| 1925   | 1929   | Жан Каперан      |        |            |
| 1929   | 1963   | Жан Манан        |        |            |
| 1964   | 1995   | Доминик Манан    |        |            |
| 1995   | 2008   | Жан-Филипп Манан |        |            |
| 2008   | 2020   | Жан-Поль Манан   |        |            |

## Экономика
В 2010 году среди 405 человек трудоспособного возраста (15—64 лет) 308 были экономически активными, 97 — неактивными (показатель активности — 76,0 %, в 1999 году было 72,8 %). Из 308 активных жителей работали 280 человек (150 мужчин и 130 женщин), безработных было 28 (14 мужчин и 14 женщин). Среди 97 неактивных 24 человека были учениками или студентами, 38 — пенсионерами, 35 были неактивными по другим причинам.